# Nemoraea metallica
Nemoraea metallica är en tvåvingeart som beskrevs av Hiroshi Shima 1979. Nemoraea metallica ingår i släktet Nemoraea och familjen parasitflugor.
Artens utbredningsområde är Taiwan. Inga underarter finns listade i Catalogue of Life.